# 856 (szám)
A 856 (római számmal: DCCCLVI) egy természetes szám.

## A szám a matematikában
A tízes számrendszerbeli 856-os a kettes számrendszerben 1101011000, a nyolcas számrendszerben 1530, a tizenhatos számrendszerben 358 alakban írható fel.
A 856 páros szám, normálalakban a 8,56 · 102 szorzattal írható fel. kanonikus alakban: 23 · 1071
Középpontos ötszögszám. Kilencszögszám.
A 856 négyzete 732 736, köbe 627 222 016, négyzetgyöke 29,25747, köbgyöke 9,49491, reciproka 0,001168.